# جون غليسون (لاعب دوري الرغبي)
جون غليسون (بالإنجليزية: John Gleeson)‏ هو لاعب دوري الرغبي أسترالي، ولد في 28 ديسمبر 1938. توفي في 25 ديسمبر 2021.